# Stanislaw Drahun
Stanislaw Eduardavich Drahun (Minsk, 4 de junho de 1988) é um futebolista profissional bielorrusso que atua como defensor, atualmente defende o Dinamo Moscou.

## Carreira
Stanislaw Drahun fez parte do elenco da Seleção Bielorrussa de Futebol da Olimpíadas de 2012, sendo o capitão da equipe.